# لینینویه
لینینویه (به لاتین: Lineynoye) یک منطقهٔ مسکونی در روسیه است که در استان آستراخان واقع شده‌است.